# Battaglia di Ap Bac
La battaglia di Ap Bac avvenne il 2 gennaio 1963 in quella che allora era la provincia di Dinh Tuong (attuale provincia di Tien Giang), nell'ambito della guerra del Vietnam. Il 28 dicembre 1962 l'intelligence statunitense rilevò una postazione radio ed una formazione Viet Cong nel villaggio di Ap Tan Thoi, zona presidiata dalla 7ª divisione sudvietnamita. Per neutralizzare la minaccia i sudvietnamiti, in accordo con i consiglieri militari statunitensi, decisero di attaccare Ap Tan Thoi con la fanteria supportata da elicotteri e veicoli trasporto truppe M113.
Le forze sudvietnamite tuttavia vennero bloccate nel villaggio di Ap Bac prima di raggiungere Ap Tan Thoi, ed anche le altre formazioni attaccanti da altre direzioni vennero fermate dai Viet Cong. Subito vennero inviati rinforzi trasportati dagli elicotteri statunitensi, ma la resistenza Viet Cong non cessò fino a sera, quando gli stessi decisero di ritirarsi col favore dell'oscurità per non dover fronteggiare ulteriormente un nemico superiore di numero e mezzi.
La battaglia fu la prima di una certa entità vinta dai Viet Cong nella guerra del Vietnam.

## Situazione generale
Le azioni militari in scala ridotta che sfociarono poi nella guerra del Vietnam ebbero inizio verso la fine degli anni cinquanta, quando il presidente del Vietnam del Sud Ngô Đình Diệm rifiutò di far tenere le elezioni generali previste per il 1956 (concordate nella conferenza di Ginevra del 1954) che avrebbero potuto favorire l'influenza comunista del Viet Minh sul governo del Sud. Inizialmente il Vietnam del Nord, guidato da Ho Chi Minh, sebbene criticasse il crescente sostegno statunitense nei confronti di Diệm, mantenne una linea prudente e si disse contrario ad uno scontro armato, ma l'intransigenza di Diệm rese impossibile evitare piccole azioni militari nel Vietnam del Sud mentre, contemporaneamente, i guerriglieri del Viet Minh si ritiravano prudenzialmente negli inaccessibili estuari dei fiumi o sulle colline. Presto la situazione andò in stallo.
Agli inizi degli anni sessanta l'amministrazione del presidente statunitense John F. Kennedy autorizzò il coinvolgimento in Vietnam di un gran numero di membri delle forze speciali per supportare il governo del sud. L'arrivo degli elicotteri e dei veicoli trasporto truppe (VTT) cambiò la natura del conflitto, dando ai soldati di Diệm una mobilità ed una potenza di fuoco che prima non avevano e che sfruttarono, a partire dal 1962, per incrementare le operazioni contro i Viet Cong, che lamentarono dure perdite e dovettero abbandonare il terreno. L'unità sudvietnamita di maggiore successo in questo periodo fu la 7ª divisione del colonnello Huỳnh Văn Cao, assistito dal consigliere militare statunitense tenente colonnello John Paul Vann, che organizzò gran parte delle attività della divisione assieme al capitano Richard Ziegler.
In ogni caso gli ufficiali sudvietnamiti erano riluttanti a prendere l'iniziativa e a subire delle perdite: in varie occasioni il colonnello Cao si trovò in ottime posizioni per tendere una trappola e catturare le forze Viet Cong, ma, per un motivo o per un altro e tra l'incredulità di Vann, egli tardò a diramare gli ordini, lasciando liberi i Viet Cong di fuggire. All'insaputa di Vann infatti il presidente Diệm aveva ordinato ai comandanti sul campo di risparmiare le forze, intendendo impiegare l'esercito più per difendere il proprio regime piuttosto che per combattere i Viet Cong. Fu per questo motivo che Cao venne richiamato a Saigon dopo alcune schermaglie che costarono ai sudvietnamiti poche perdite in vite umane e alcuni camion. Al suo ritorno alla 7ª divisione Vann e il suo gruppo di consiglieri vennero allontanati e le operazioni militari cessarono praticamente del tutto, limitandosi alle zone in cui Cao era sicuro non ci fosse attività nemica.
In altri casi vennero fatte passare per vere operazioni che in realtà erano tali solo sulla carta. Nel 1962 l'area attorno a Saigon venne suddivisa tra il III corpo, destinato a presidiare la zona a nord-est della capitale, e il nuovo IV corpo del neo-promosso generale Cao, assegnato a coprire il settore ovest e sud-ovest. Il comando della 7ª divisione passò nelle mani dell'ex capo di stato maggiore di Cao, colonnello Bùi Đình Đạm, felice di accogliere nuovamente lo staff di Vann nella divisione.
Nel novembre 1962 la 2ª regione del Fronte Nazionale per la liberazione del Vietnam del Sud ordinò al 261º e 514º battaglione Viet Cong, stanziati nella provincia di Dinh Tuong, di distruggere i villaggi strategici della provincia e di attaccare le forze sudvietnamite. Tra il 28 e il 30 dicembre un aereo statunitense equipaggiato per intercettare le comunicazioni rilevò una radio trasmittente Viet Cong nel villaggio di Ap Tan Thoi, indicato dall'ufficiale addetto all'intelligence di Vann, Jim Drummond, come possibile centro di comando dei Viet Cong. Stimate le forze nemiche in circa centoventi uomini, la 7ª divisione sudvietnamita venne preparata per attaccare Ap Tan Thoi.

## Forze in campo e terreno
Anche in precedenza erano state localizzate delle radio, ma la loro posizione era cambiata prima che i sudvietnamiti potessero agire, tanto che il capitano Ziegler era dubbioso sul fatto che ci fossero davvero centoventi Viet Cong ad Ap Tan Thoi. In ogni caso il capitano elaborò un piano, denominato "operazione Duc Thang I", per assaltare la base nemica da tre direzioni: tre compagnie di fucilieri dell'11º reggimento fanteria della 7ª divisione da nord, il reggimento di guardie civili del Dinh Tuong da sud, e una compagnia di tredici VTT M113 appoggiati da una compagnia di fanteria da sud-ovest, questi ultimi in funzione di riserva mobile. In aggiunta a queste forze il colonnello Đạm mise in allerta all'aeroporto di Tan Hiep due compagnie di fucilieri, pronte ad intervenire sul campo di battaglia grazie al trasporto offerto dagli elicotteri statunitensi della 93rd Transportation Company (93ª compagnia trasporti).
Nel 1963 i Viet Cong cambiarono le proprie regole di ingaggio da evitare i soldati sudvietnamiti a fronteggiarli. Oltretutto la 1ª compagnia del 261º e 514º battaglione, posizionate rispettivamente ad Ap Bac e Ap Tan Thoi, avevano una forza totale di trecentoventi uomini, distanti tra loro 1,5 km. Compiti di rimpiazzo, ricognizione e portamunizioni erano assicurati da altri trenta guerriglieri del distretto di Chau Thanh. Il comando delle forze Viet Cong spettava in quel momento al colonnello Hai Hoang, un rivoluzionario originario del Vietnam del Sud che aveva disertato al nord dopo il 1954 e molto più accondiscendente verso i suoi uomini rispetto al suo predecessore, Tu Khue. L'armamento dei Viet Cong era composto da materiale di origine statunitense: carabine M1, mitragliatrici leggere BAR e medie Browning M1919, ed un unico mortaio M2 da 60 mm. Grazie alle informazioni ed ai manuali nemici forniti da un giornalista fedele alla causa dei Viet Cong i guerriglieri di Hoang riuscirono inoltre a condurre un veloce addestramento anti-elicottero e anti-VCC. Sempre grazie all'intelligence, Hoang venne informato dell'arrivo nella provincia di Dinh Tuong di settantuno camion carichi di munizioni e rifornimenti destinati ai sudvietnamiti, aspettandosi quindi un attacco da un momento all'altro. Le postazioni ad Ap Tan Thoi e Ap Bac vennero camuffate con la vegetazione e a sud e a ovest di Ap Bac vennero impostati vari nidi di mitragliatrice proprio di fronte ad una risaia, che offriva grande visibilità ai difensori e nessuno spazio protetto agli attaccanti.

## Svolgimento della battaglia

### L'inizio dei combattimenti
Alle 04:00 del 2 gennaio 1963 i ricognitori Viet Cong attorno Ap Bac e Ap Tan Thoi riportarono al comando di aver udito dei motori di camion e barche. Hoang diramò un ordine di allerta alle sue truppe mentre, contemporaneamente, gran parte delle donne, bambini e anziani si affrettarono ad abbandonare i due villaggi.
Per trasportare il 1º battaglione del suo 11º reggimento fanteria il colonnello Đạm aveva a disposizione solo dieci dei trenta elicotteri CH-21 necessari, per cui poteva essere trasportata nella zona dei combattimenti solo una compagnia alla volta. Attorno alle 07:00 partì la prima ondata di elicotteri con a bordo i soldati che, una volta atterrati, avrebbero dovuto attendere l'arrivo del resto del battaglione. A causa dei ritardi delle truppe sudvietnamite, comunque, due battaglioni di guardie civili, agli ordini del maggiore Lam Quang Tho, si misero in marcia da soli in direzione di Ap Bac.

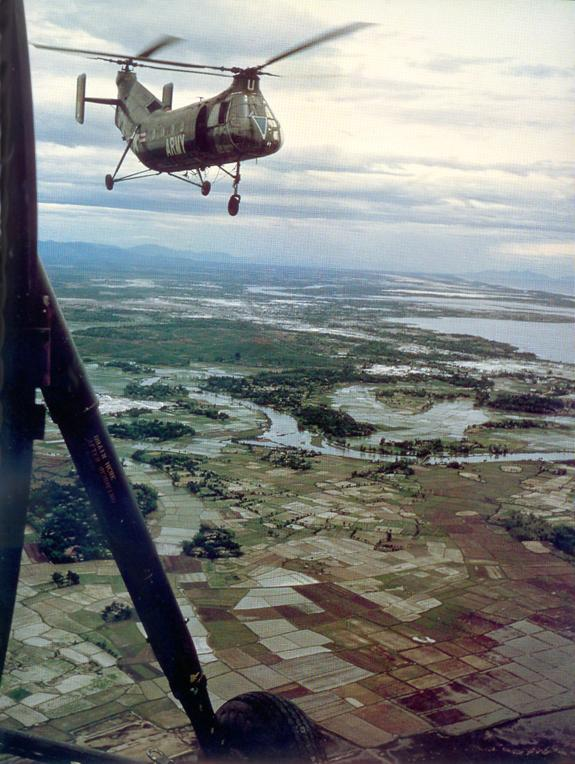
Un CH-21 sorvola una risaia nel Vietnam. Gli statunitensi misero a disposizione questo tipo di elicottero per trasportare i soldati sudvietnamiti durante la battaglia di Ap Bac

Gli operatori radio Viet Cong riuscirono ad infiltrarsi nelle comunicazioni della guardia civile grazie ad un cifrario trafugato agli statunitensi, per cui riuscirono ad avvertire in tempo la guarnigione di Ap Bac. Quando il battaglione della guardia civile si avvicinò a circa 30 m dal villaggio, i Viet Cong spararono con le mitragliatrici uccidendo immediatamente il comandante di una compagnia. L'avanguardia del battaglione di guardie civili cercò riparo lungo l'argine di un torrente, ma non riuscì a fiancheggiare i Viet Cong, complice anche il poco preciso tiro dell'artiglieria che nel frattempo era stata chiamata a supporto. Il maggiore Tho omise anche di dirottare il suo secondo battaglione in soccorso delle truppe bloccate.
L'avanzata sudvietnamita si fermò anche a nord di Ap Tan Thoi, dove tre compagnie dell'11º reggimento fanteria rimasero bloccate a causa delle ben mimetizzate postazioni di mitragliatrici del 514º battaglione Viet Cong. Nelle successive cinque ore i sudvietnamiti contrattaccarono tre volte, ma vennero respinti ad ogni tentativo. Đạm decise quindi di impiegare le sue riserve all'aeroporto di Tan Hiep (arrivate alle 09:30 con due ore di ritardo a causa della nebbia che aveva costretto a terra gli elicotteri) per attaccare Ap Tan Thoi da est e da ovest, essendo stati bloccati gli attacchi da nord e da sud.
Đạm chiese a Vann, che sorvolava il campo di battaglia a bordo di un aereo da ricognizione Cessna O-1E, di scegliere una zona in cui far atterrare i rinforzi. Lo statunitense chiese al suo pilota di abbassarsi proprio sopra Ap Bac e, benché conscio del fatto che in zona vi erano dei Viet Cong (come dimostravano i combattimenti contro la guardia civile), scelse comunque la zona perché più tranquilla rispetto ad altre parti del fronte. In realtà i Viet Cong a terra avvistarono l'aereo di Vann, ma omisero volontariamente di aprire il fuoco proprio per non rivelare la propria posizione. Vann comunicò quindi al Cessna che stava guidando i dieci elicotteri CH-21 carichi dei soldati della prima compagnia di rinforzo di Tan Hiep, scortati da cinque UH-1 "Huey" da poco entrati in linea, di far atterrare i rinforzi a circa 300 m ad ovest e a sud della linea degli alberi che coprivano Ap Bac, nella speranza di limitare i danni prodotti dalle mitragliatrici Viet Cong. Tuttavia, il pilota del Cessna a guida degli elicotteri guidò il suo seguito circa cento metri più vicino agli alberi, dove gli elicotteri vennero fatti oggetto di un nutrito fuoco di mitragliatrici Viet Cong.
Subito gli UH-1 risposero con i loro razzi da 70 mm e le mitragliatrici da 7,62 mm, ma senza successo. Un CH-21 non riuscì ad alzarsi dal suolo perché troppo danneggiato, e anche un secondo CH-21 inviato a recuperare l'equipaggio venne immobilizzato a terra. A questo punto un Huey venne dirottato per mettere in salvo i due equipaggi, ma durante l'atterraggio il rotore venne colpito causando lo schianto al suolo dell'elicottero, proprio mentre un altro CH-21 stava compiendo un atterraggio d'emergenza a poca distanza. Alle 10:30 quindi tutti i soldati sudvietnamiti attorno Ap Bac erano stati inchiodati al suolo dai proiettili Viet Cong.

### L'arrivo degli M113
Il sergente Arnold Bowers, facente parte dell'equipaggio del primo CH-21 danneggiato, aiutò gli occupanti degli altri elicotteri danneggiati a mettersi in salvo, quindi chiese l'intervento dell'artiglieria e dei cacciabombardieri. Poco dopo due AD-6 Skyraider scaricarono su Ap Bac bombe convenzionali e napalm, ma non appena i sudvietnamiti si alzarono per osservare gli effetti dell'attacco, le mitragliatrici Viet Cong ripresero a sparare falciando diversi uomini. Per sbloccare la situazione Vann si mise in contatto radio con il capitano James B. Scanlon, consigliere militare presso il 2º reggimento corazzato sudvietnamita, mettendolo al corrente del fatto che quattro elicotteri statunitensi erano stati distrutti o danneggiati a circa 1 500 metri a sud-est del reggimento, ordinandogli inoltre di persuadere il comandante del 4º squadrone fucilieri meccanizzati sudvietnamita, capitano Ly Tong Ba, di accorrere in aiuto dei soldati invischiati ad Ap Bac.
Il capitano Ba tuttavia si oppose dichiarando di non prendere ordini dagli statunitensi, sostenendo inoltre che l'avanzata dei tredici VTT M113 lungo il canale Cong Ba Ky avrebbe impiegato troppo tempo a raggiungere i Viet Cong, che avrebbero avuto quindi il tempo per fuggire. Vann decise quindi di scavalcare Ba chiedendo a Ziegler, rimasto al comando della 7ª divisione, di persuadere Đạm a dare lo stesso ordine a Ba, cosa che il generale fece poco dopo. Con questa mossa i consiglieri statunitensi sperarono, come era già accaduto in passato, che i Viet Cong avrebbero abbandonato le posizioni non appena avvistati gli M113.

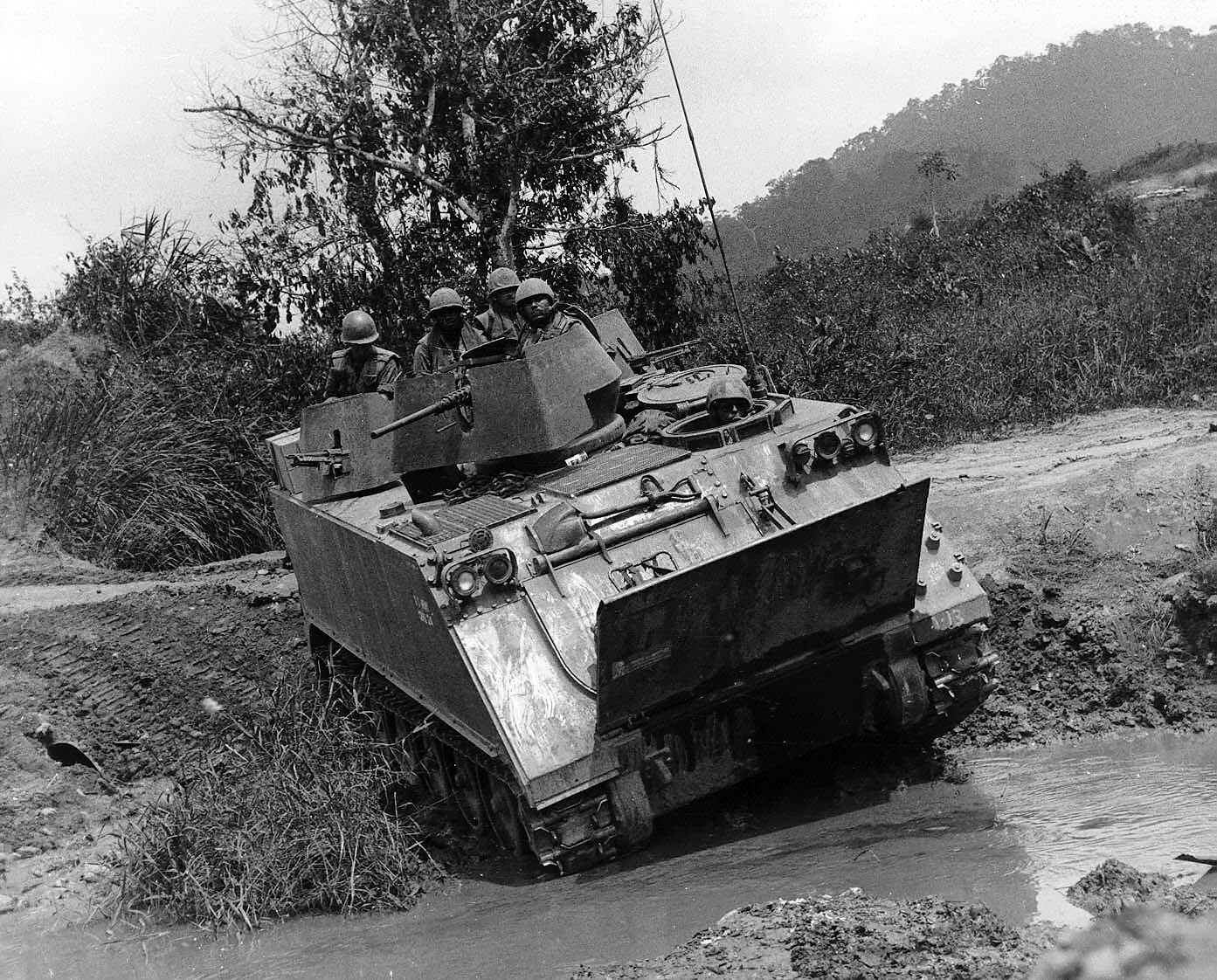
Alcuni M113 in Vietnam nel 1966

I mezzi corazzati procedettero senza problemi lungo il paesaggio tipico del delta del Mekong, ma quando arrivarono nel canale Cong Ba Ky si impantanarono, costringendo gli equipaggi e la fanteria di supporto a posizionare dei tronchi sotto gli M113 per creare un "tappeto" su cui i veicoli attraversarono l'ostacolo. Altro ritardo si accumulò quando Ba chiese una nuova autorizzazione a procedere: Vann gli intimò di mettersi subito in movimento, ma riuscì a convincere l'ufficiale sudvietnamita solo minacciando di sparargli.
Mentre Vann e Ba litigavano, un quarto CH-21 venne danneggiato nel tentativo di evacuare il personale degli altri tre elicotteri, tanto che dovette essere abbandonato nel fango della risaia. La battaglia divenne quindi quella in cui, fino a quel periodo del conflitto in Vietnam, i nordvietnamiti riuscirono a danneggiare o distruggere più elicotteri statunitensi (cinque), e tutto nel giro di poche ore. Alle 13:30 finalmente gli M113 arrivarono nella zona d'atterraggio dove giacevano gli elicotteri danneggiati. I veicoli si erano disposti però in fila indiana invece che in formazione, dando modo ai Viet Cong di concentrare il fuoco su ogni mezzo. Alla fine della giornata erano morti quattordici dei soldati saliti sugli M113, specialmente i sergenti mitraglieri in torretta, esposti al fuoco dei tiratori scelti. Lo stesso Ba venne ferito e perse i sensi all'interno del suo M113. Quando rinvenne ordinò un attacco frontale che, tuttavia, venne bloccato di nuovo: mentre erano quasi a ridosso delle mitragliatrici Viet Cong, gli equipaggi degli M113 di testa si videro correre incontro due guerriglieri che lanciarono granate ovunque; gli equipaggi degli M113, che spesso non avevano più un comandante esperto perché ucciso mentre brandiva la mitragliatrice, vennero presi dal panico e abbandonarono l'iniziativa.
Un ultimo tentativo di sfondare le posizioni Viet Cong venne fatto con un M113 dotato di lanciafiamme, in grado di gettare fuoco fino ad una distanza di 200 m, distanza teorica che alla pratica, a causa dell'errato mescolamento delle sostanze infiammabili eseguito dai sudvietnamiti, si ridusse a soli 30 m. Dopo un'ora di combattimenti, attorno alle 14:30, sconfitto e con il morale a terra, lo squadrone di M113 si ritirò dalla battaglia.
Frustrato dalle prestazioni degli M113 e dall'estrema lentezza con cui l'altro battaglione di guardie civili si stava dirigendo verso Ap Bac, Vann si recò a Tan Hiep per chiedere di persona al generale Cao, comandante del IV corpo, di dispiegare un battaglione aviotrasportato lungo il lato orientale di Ap Bac, per prendere in trappola i Viet Cong che, presumibilmente, si sarebbero ritirati per questa via. Cao rigettò la proposta preferendo invece inviare il battaglione nel lato occidentale, dietro agli M113 che ne avrebbero garantito la copertura. Vann accusò apertamente Cao di voler lasciare fuggire i Viet Cong per evitare perdite tra le file sudvietnamite, ma Cao rispose di aver inviato i soldati nella zona occidentale del fronte per obbligare i Viet Cong a ripiegare verso est, dove sarebbero stati più vulnerabili all'aviazione e all'artiglieria. Cao aveva anche perso tutta la fiducia in Vann, che credeva voler sacrificare vite sudvietnamite per salvare un pugno di soldati statunitensi. Presente al diverbio tra i due ufficiali era il maggior generale Trần Thiện Khiêm, allora capo degli stati maggiori congiunti sudvietnamiti, che appoggiò il piano di Cao perché ritenuto in linea con l'obiettivo del presidente Diệm di risparmiare vite tra i sudvietnamiti attraverso lo "sviluppo rivoluzionario rurale" (un programma per promuovere la pace) e il programma "Chieu Hoi", destinato a spingere i Viet Cong a disertare in favore della causa del Vietnam del Sud.

### Inserimento del battaglione aviotrasportato
Conscio che insistere con Cao non sarebbe servito a nulla, Vann ritornò al suo aereo, decollò e chiese più volte a Cao di mettere velocemente in pratica il suo piano, timoroso che la battaglia in corso si sarebbe trasformata nel peggior rovescio subito dai sudvietnamiti fino a quel momento. Da parte sua Cao promise che avrebbe impiegato il secondo battaglione di guardie civili, appena giunto nel fianco sud-occidentale di Ap Bac, e, verso le 16:00, l'8º battaglione aviotrasportato. Finalmente, più tardi, un aereo da trasporto Fairchild C-123 Provider con a bordo trecento paracadutisti sudvietnamiti si abbassò sopra Ap Bac, venendo però fatto oggetto di colpi d'arma da fuoco. Il pilota cambiò direzione per evitare il fuoco da terra, ma o il direttore di lancio sudvietnamita o un altro addetto al lancio statunitense non si accorsero della manovra, dando il via libera al lancio dei paracadutisti, che finirono così proprio di fronte ai Viet Cong invece che dietro lo schermo protettivo degli M113 e delle guardie civili.
Alcuni parà vennero uccisi durante la discesa, altri mentre erano rimasti impigliati negli alberi. Quelli che riuscirono ad atterrare sani e salvi a terra organizzarono un attacco in campo aperto nella risaia, ma vennero fermati da un gruppo di Viet Cong distaccati in posizione defilata. I paracadutisti organizzarono allora altri attacchi in piccola scala fino al tramonto, ma non ebbero ugualmente successo. Alla fine della giornata erano morti diciannove paracadutisti e altri trentatré risultavano feriti, tra cui i consiglieri militari statunitensi capitano Fletcher Ware e sergente Russell Kopti. Al calare della notte il comandante dei Viet Cong, Hoang, analizzò la situazione, comprendendo di essere potenzialmente vulnerabile da tre diverse direzioni. Con il fianco orientale rimasto aperto, egli ordinò ai suoi uomini, stanchi e con poche munizioni, di riunirsi con i morti e i feriti all'ingresso meridionale di Ap Tan Thoi.
Vann intendeva utilizzare un C-47 per sparare dei bengala con cui illuminare i campi di riso ad est di Ap Bac e Ap Tan Thoi e, una volta individuati i Viet Cong in ritirata, colpirli con cinquecento colpi di artiglieria. Ancora una volta dovette però scontrarsi con Cao, che negò l'autorizzazione ad usare i bengala (che avrebbero rivelato le posizioni difensive dei paracadutisti) limitandosi ad ordinare lo sparo di cento colpi di cannone al ritmo di quattro all'ora. Alle 22:00 Hoang, dopo aver caricato i feriti in alcuni sampan ormeggiati nel canale all'ingresso orientale di Ap Tan Thoi, iniziò la ritirata, che si concluse con successo la mattina del giorno dopo, 3 gennaio.

## Conseguenze
Il 3 gennaio alcuni giornalisti occidentali visitarono il luogo della battaglia con i consiglieri statunitensi. Quando il giornalista Neil Sheehan chiese al brigadier generale Robert York cosa fosse successo, si sentì rispondere « cosa diavolo crede sia successo, ragazzo. Sono andati via, ecco cosa è successo ». Poco dopo, a ben diciotto ore di distanza dalla fine dei combattimenti, l'artiglieria sudvietnamita colpì Ap Bac, uccidendo cinque soldati sudvietnamiti e ferendone altri quattordici per errore. Vann incolpò i sudvietnamiti per la sconfitta: « è stata una prestazione dannatamente misera, come sempre. Queste persone non vogliono ascoltare. Fanno sempre gli stessi errori e sempre allo stesso modo ». Secondo Moyar, autore di Triumph Forsaken: The Vietnam War 1954–1965, incolpando i sudvietnamiti Vann puntava a nascondere le carenze di intelligence e di leadership statunitensi e, contemporaneamente, fare pressioni sul governo di Diệm sperando dei cambiamenti.

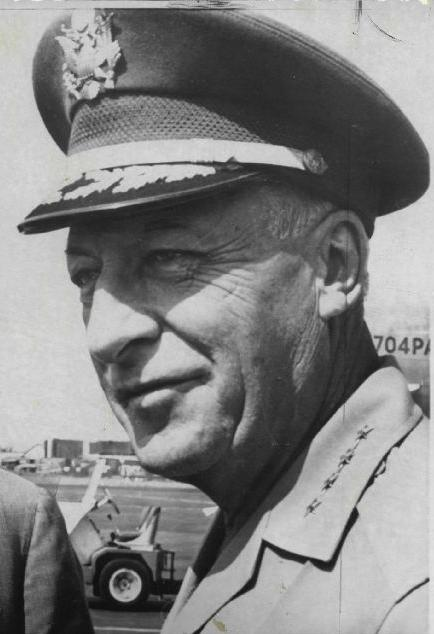
Il generale Harkins, contrariamente da quanto fece Vann, considerò la battaglia un successo

Il generale Paul D. Harkins, comandante del Military Assistance Command, Vietnam (MACV, la struttura di comando statunitense costituita in Vietnam del Sud dirigere operativamente tutte le forze militari statunitensi schierate in Indocina), ebbe invece una visione più ottimistica dell'esito della battaglia, da lui reputata un successo, almeno secondo le dottrine militari della seconda guerra mondiale a cui era legato: dopo che i Viet Cong abbandonarono le loro posizioni, i sudvietnamiti catturarono sia Ap Bac che Ap Tan Thoi, raggiungendo l'obiettivo di controllare più territorio. Sempre secondo Moyar, questa visione degli eventi condizionò negativamente le prestazioni militari sudvietnamite e l'agire dei consiglieri statunitensi ad esse aggregate, nascondendo i difetti del sistema che invece dovevano essere corretti.
L'esercito sudvietnamita ebbe ottantatré morti e almeno cento feriti. Gli statunitensi, da parte loro, contarono tre morti e otto feriti, 5 elicotteri distrutti e 9 danneggiati (solo uno dei quindici elicotteri impiegati nell'operazione non registrò alcun danno). Per i Viet Cong invece la battaglia rappresentò la prima volta in cui decisero di fronteggiare a lungo una grossa formazione nemica, benché inferiori di numero di ben cinque volte. Gli uomini di Hoang fermarono il ben equipaggiato esercito sudvietnamita e non cedettero né all'artiglieria né ai mezzi corazzati, così come all'intervento aereo statunitense, totalizzando comunque diciotto guerriglieri morti e altri trentanove feriti. Un numero comunque basso se si considerano tutti gli ordigni rilasciati dai loro avversari (napalm, bombe convenzionali, razzi e oltre seicento colpi d'artiglieria).
La battaglia di Ap Bac segnò un'importante pietra miliare per i Viet Cong, dimostrando che era possibile tenere testa ad un nemico superiore in numero ed armi. Il morale tra i guerriglieri schizzò in alto e la vittoria donò grande prestigio al 261º e 514º battaglione Viet Cong, seriamente impegnati a ridurre l'influenza di Diệm nelle rispettive zone d'operazioni.